# Klasse van wilgenbroekstruwelen
De klasse van wilgenbroekstruwelen (Franguletea) is een klasse van syntaxa die broekstruwelen omvat die gedomineerd worden door breedbladige wilgen en/of sporkehout.

## Naamgeving en codering
| Franguletea alni Doing 1962                           |
| Salici-Franguletea Jurko 1964                         |
| Carici-Salicetea cinereae Pass. in Pass. & Hofm. 1968 |

- Frans: Fourrés arbustifs hygrophiles des sols tourbeux planitiaires à submontagnard
- Engels: Scrub and hedges on acid, nutrient poor, often peaty soils of western and central Europe
- Syntaxoncode voor Nederland (rVvN): r39

De wetenschappelijke naam Franguletea is afgeleid van de botanische naam van sporkehout (Frangula alnus), een belangrijke kensoort van deze klasse.

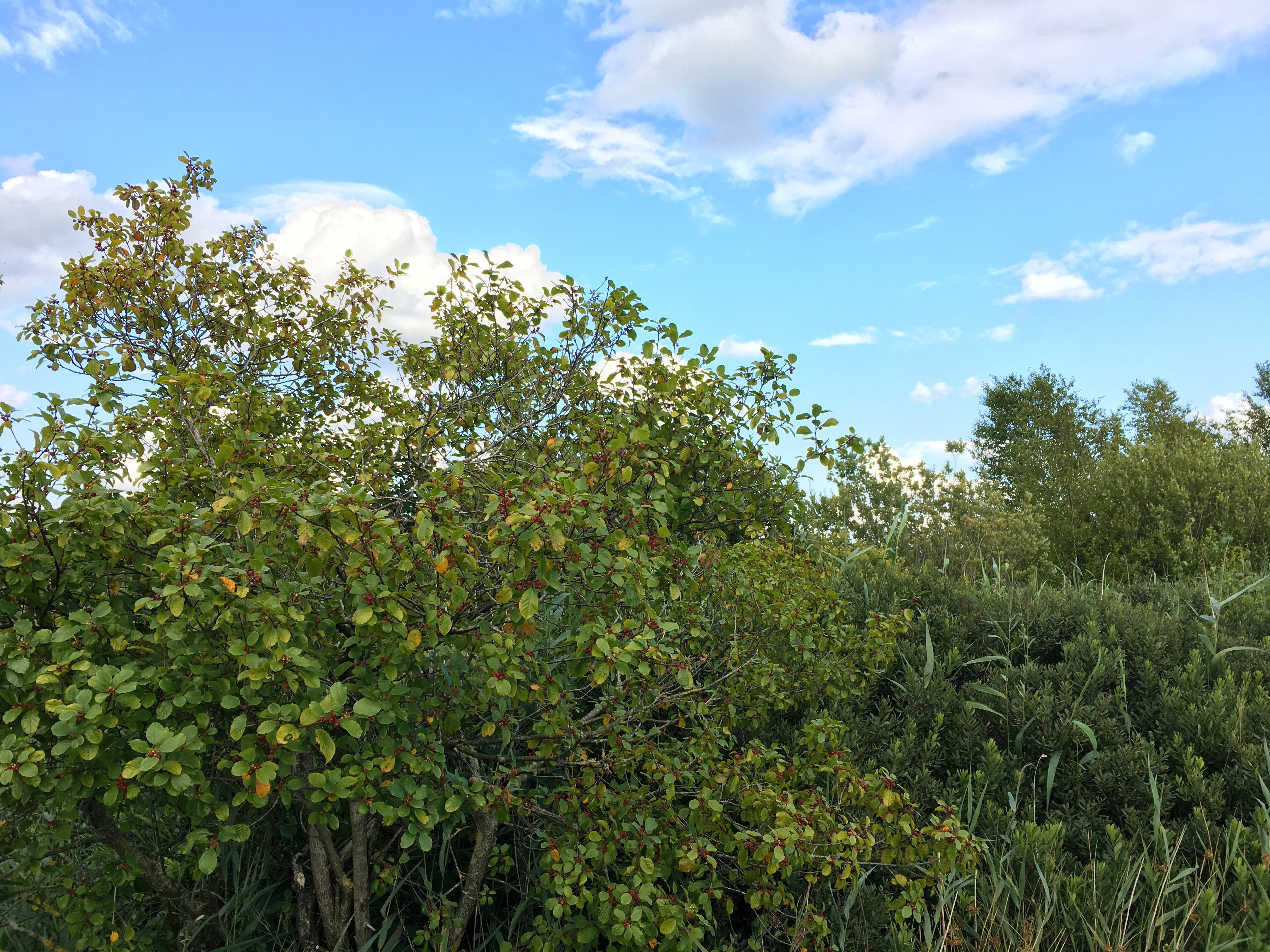
Sporkehout in vrucht, in een vegetatie uit de klasse van wilgenbroekstruwelen.

## Fysiognomie
De vegetatiestructuur van vegetatie uit deze klasse wordt in de Lage Landen gekenmerkt door een dichte struiklaag, met drie vrijwel steeds voorkomende soorten: het naamgevende sporkehout, en de breedbladige wilgensoorten grauwe- en geoorde wilg. Zeldzamer is de hybride van deze beide, Salix ×multinervis.
De samenstelling van de ondergroei is afhankelijk van de trofiegraad van de bodem. Op oligrofe bodems vindt men vooral planten uit het hoogveen, zoals gewone dophei en verschillende soorten veenmossen in de moslaag. Op eutrofe plaatsen zijn moerasplanten zoals riet en gele lis dominant in de kruidlaag en is de moslaag eerder beperkt.

## Ecologie

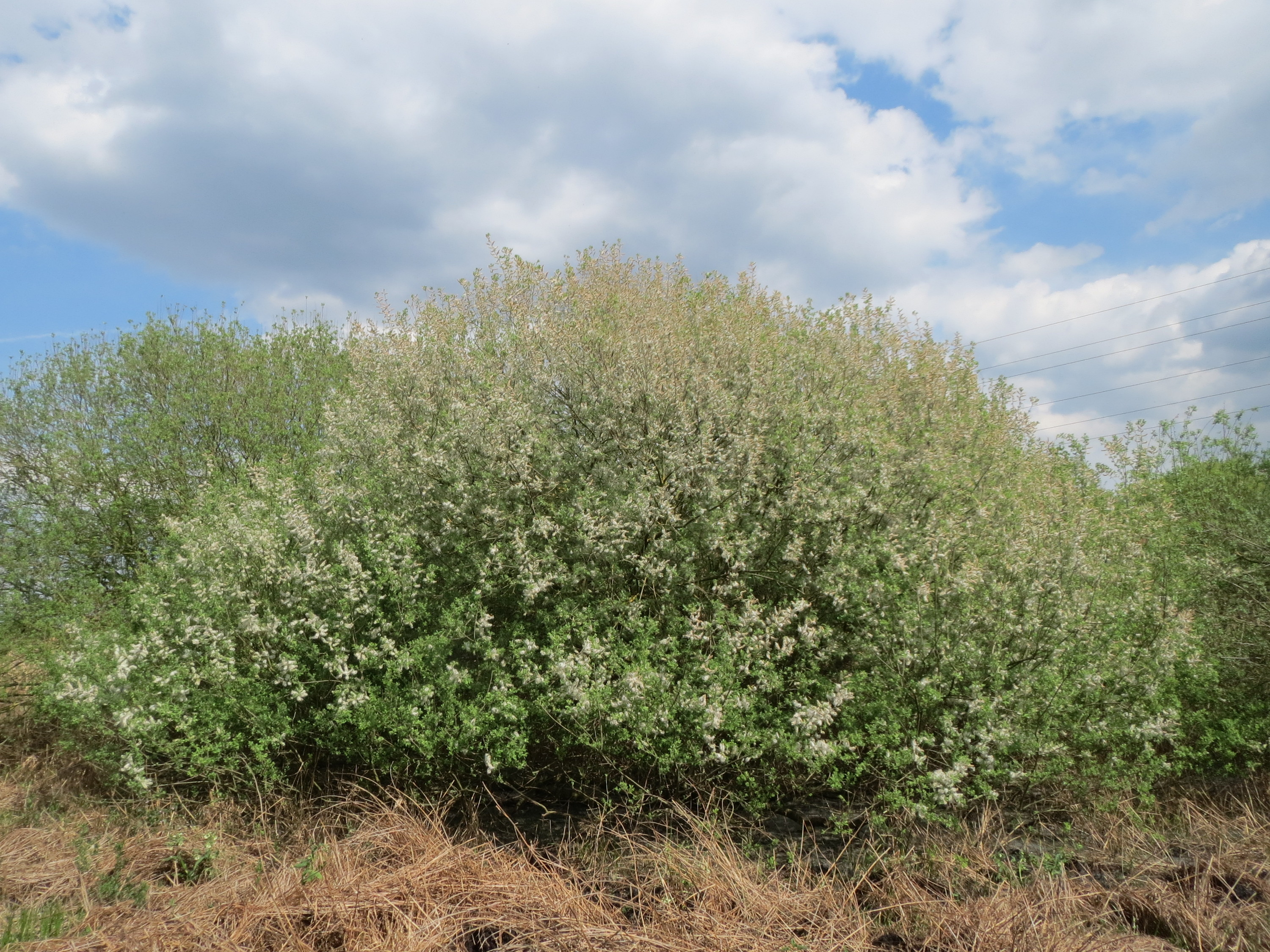
Voorjaarsaspect van een vegetatie uit de klasse in Rhein-Neckar-Kreis (Duitsland)

De klasse van wilgenbroekstruwelen omvat plantengemeenschappen van natte standplaatsen op een venige bodem. In tegenstelling tot de klasse van wilgenvloedbossen en -struwelen, is de grondwaterspiegel bij wilgenbroekstruwelen vrij constant. De bodem is van gematigd voedselarm tot gematigd voedselrijk, de pH van neutraal tot zuur.
Wilgenbroekstruwelen worden vooral gevonden in duinvalleien, langs beekdalen, in laagveengebieden en aan de rand van hoogvenen.

## Onderliggende syntaxa in Nederland en Vlaanderen
De klasse van wilgenbroekstruwelen wordt in Nederland en Vlaanderen vertegenwoordigd door slecht één orde met één verbond.
- - orde van wilgenbroekstruwelen (Salicetalia auritae)
    - verbond van wilgenbroekstruwelen (Salicion cinereae)
      - associatie van geoorde wilg (Salicetum auritae)
      - associatie van grauwe wilg (Salicetum cinereae)

- rompgemeenschap met wilde gagel en hennegras (RG Myrica gale-Calamagrostis canescens-[Salicion cinereae/Caricion nigrae])
- rompgemeenschap met sporkehout (RG Frangula alnus-[Franguletea])
- rompgemeenschap met wilde gagel en pijpenstrootje (RG Myrica gale-Molinia caerulea-[Franguletea/Oxycocco-Sphagnetea])

## Diagnostische taxa voor Nederland en Vlaanderen

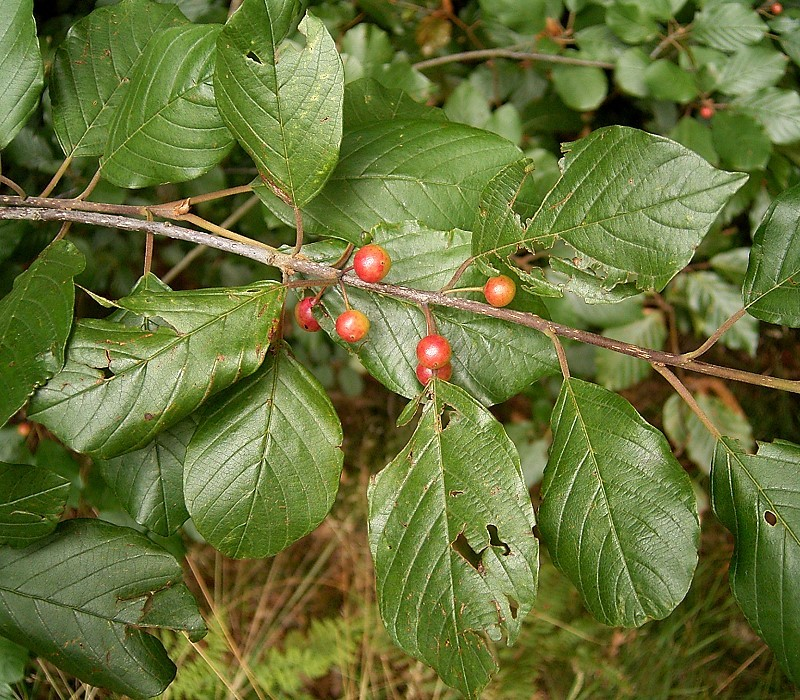
Sporkehout

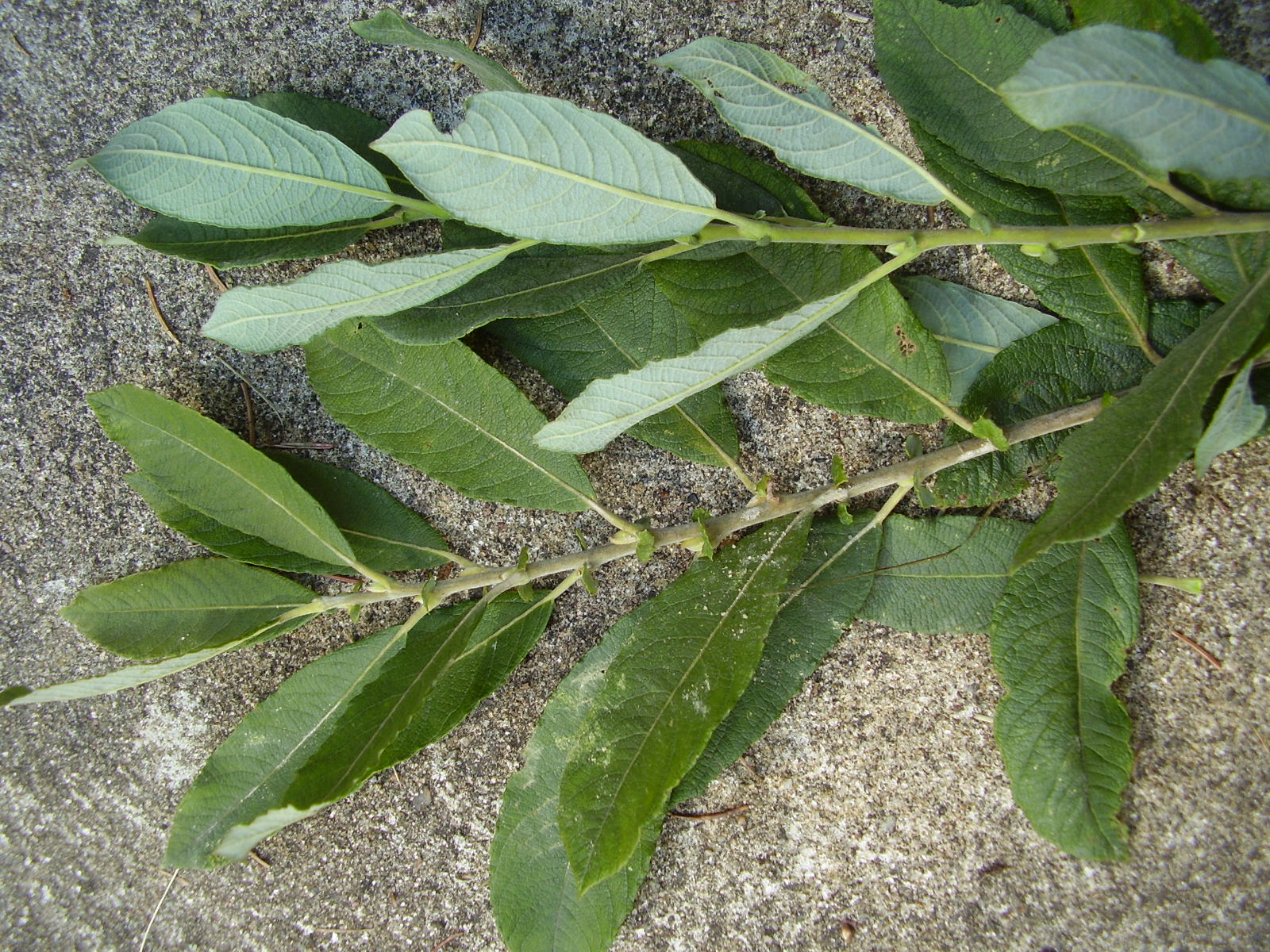
Grauwe wilg

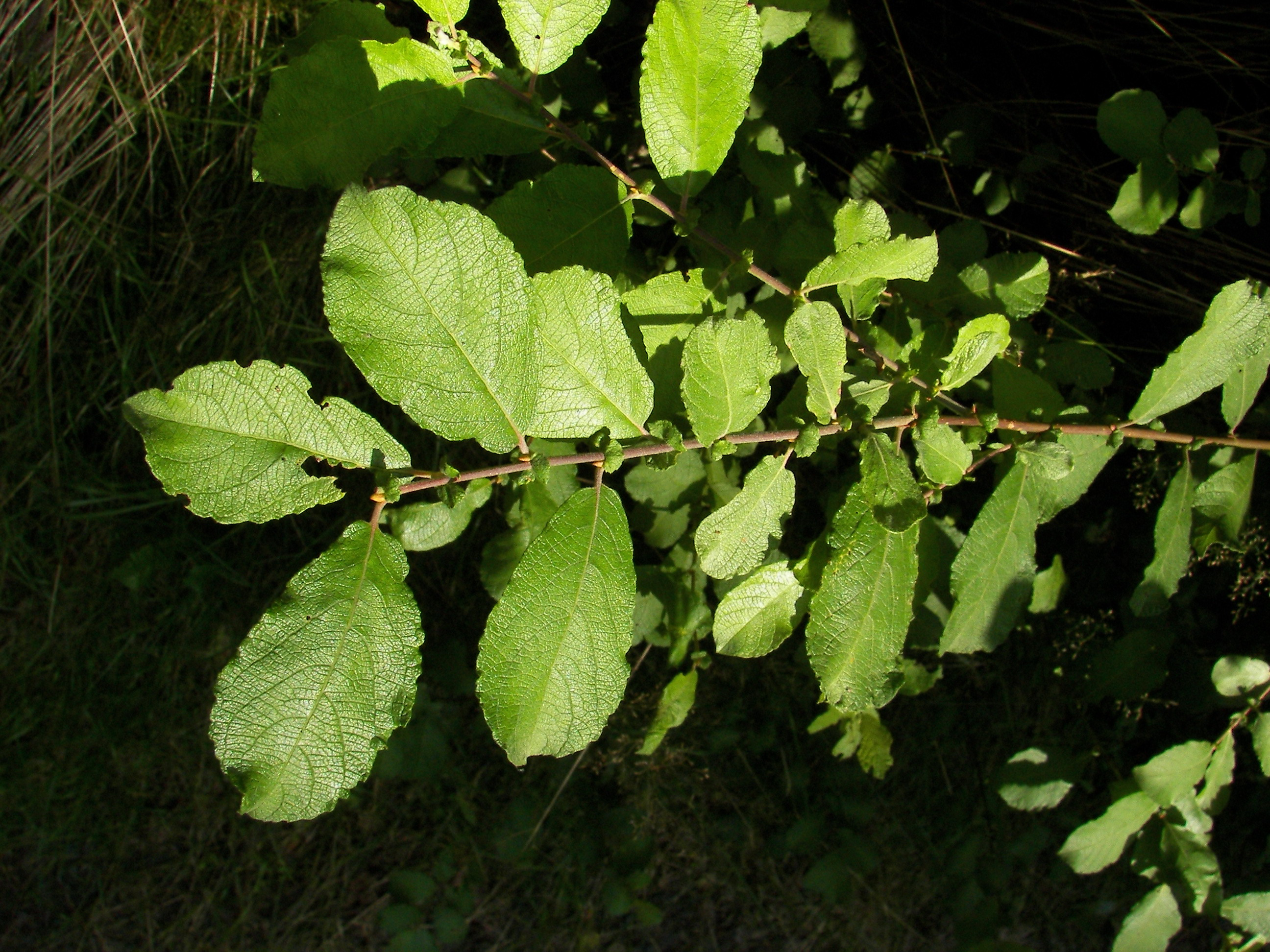
Geoorde wilg

In de onderstaande synoptische tabel staan de belangrijkste kensoorten en begeleidende soorten van de klasse van wilgenbroekstruwelen voor Nederland en Vlaanderen.
Struiklaag
| Kentaxon | Presentie | Triviale naam         | Botanische naam    |
| -------- | --------- | --------------------- | ------------------ |
| kK       | 10 > 50%  | sporkehout            | Frangula alnus     |
| kK       | > 10%     | geoorde × grauwe wilg | Salix ×multinervis |
|          | 40 > 90%  | grauwe wilg           | Salix cinerea      |
|          | 0 > 90%   | geoorde wilg          | Salix aurita       |

Kruidlaag
| Kentaxon | Presentie | Triviale naam | Botanische naam | Opmerking |
| -------- | --------- | ------------- | --------------- | --------- |
| bg       |           | pitrus        | Juncus effusus  |           |

Moslaag
| Kentaxon | Presentie | Triviale naam     | Botanische naam | Opmerking |
| -------- | --------- | ----------------- | --------------- | --------- |
| bg       |           | gewoon sterrenmos | Mnium hornum    |           |

## Fotogalerij

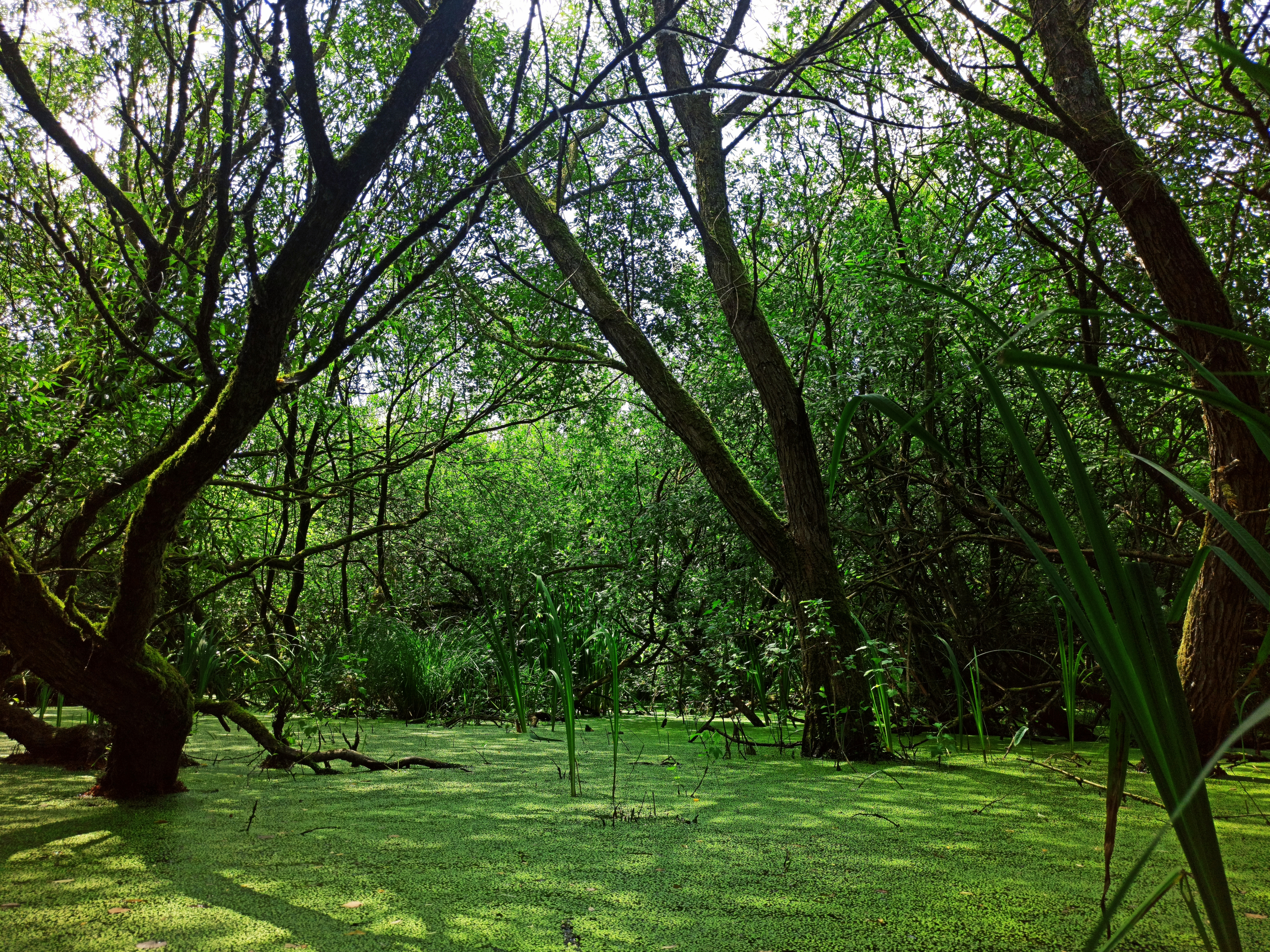
Associatie van grauwe wilg
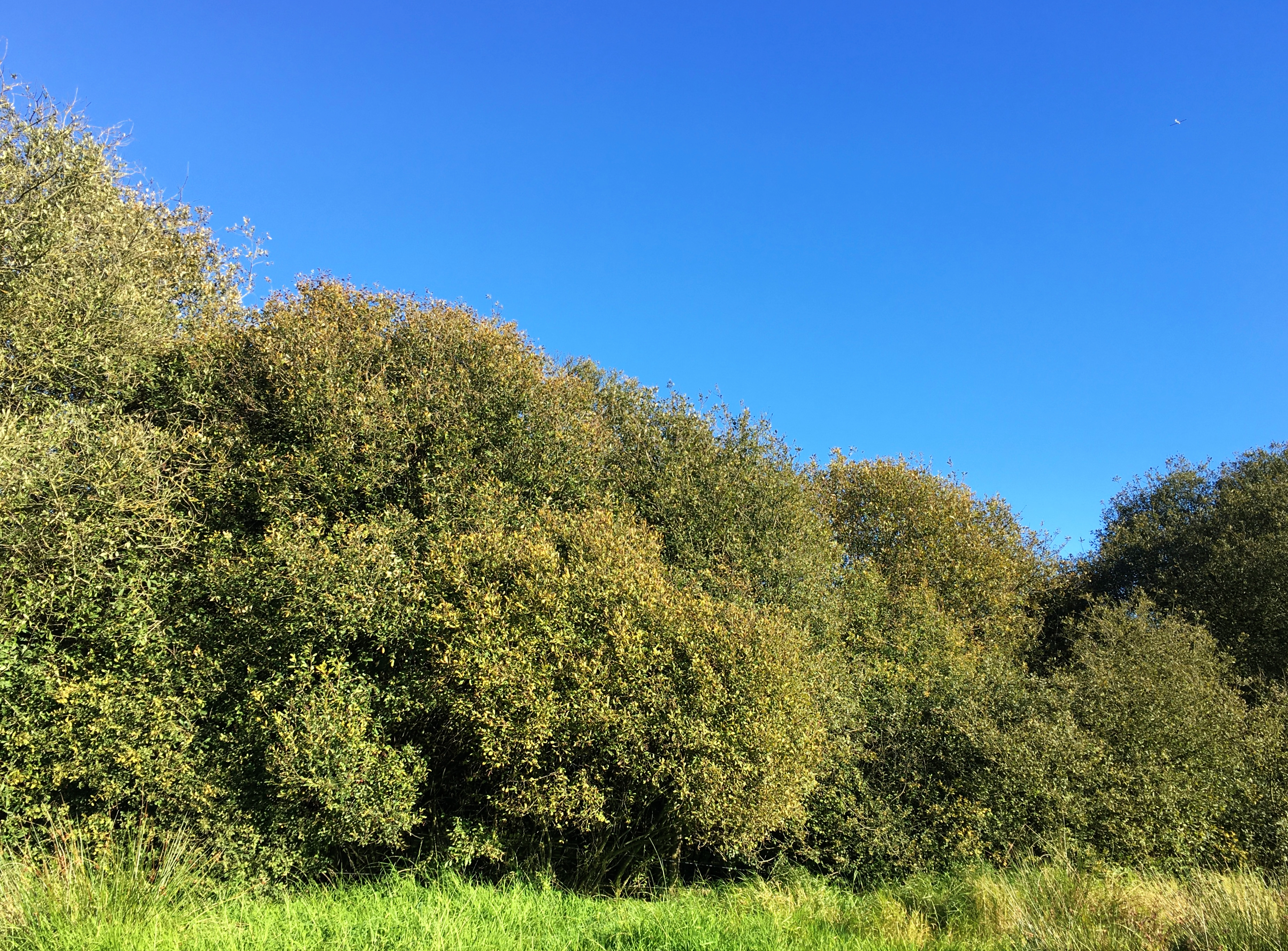
Vroeg herfstaspect van de associatie van grauwe wilg